# Via San Girolamo
Via San Girolamo è una strada del centro storico di Siena, in Toscana.
La strada si trova nel terzo di San Martino, all'interno del territorio della contrada di Valdimontone, segnando il prolungamento della via San Martino. Mette in collegamento la zona di Salicotto con il quadrivio dell'arco di San Maurizio tra via di Pantaneto, via Roma e via dell'Oliviera.

## Storia
La strada nacque nella prima metà del XIV secolo, quando venne deciso l'interramento del fossato fuori la porta di San Maurizio, in seguito alla costruzione delle nuove mura e l'apertura, più avanti sull'attuale via Roma, della porta di Sant'Angelo a Montone. La "salita" di San Girolamo metteva in collegamento con l'arco il convento di San Girolamo, fondato nel 1354 da Pietro Porcari degli Alemanni e poi passato alla congregazione delle Vergini Abbandonate alla fine del XVII secolo.
In seguito, l'odonimo "San Girolamo" si estese, oltre alla salita fuori San Maurizio, anche alla piazzetta di fronte al convento e all'ex costa di Borgo Nuovo, che si sviluppa dal convento all'incrocio tra via San Martino e via di Salicotto.

## Descrizione
La via ha inizio al termine di via San Martino, nel punto in cui si trova l'intersezione con la via di Salicotto. Al civico 2 si trova la casa natale dell'artista Mino Maccari, qui nato nel 1898, ricordato con una lapide.
La strada costeggia l'ex costa di Borgo Nuovo, dove si trovano la chiesa e il convento di San Girolamo, che danno il nome alla via. Fondato dai frati gesuati nel XIV secolo, ha ospitato dal XVII secolo le Vergini Abbandonate; dal 1856 vi risiedono le Figlie della carità di San Vincenzo de' Paoli. Il fianco destro della chiesa segna il termine della via del Sole (già via di Pulceto) e qui si trovava la perduta porta delle antiche mura, detta "dei Peruzzini".
Dal convento la strada sale verso l'arco di San Maurizio, lasciandosi sulla destra la via dei Servi, e diventa la "piaggia" (o "salita") di San Girolamo, delimitata a sinistra dal tracciato delle antiche mura e a destra dall'imponente struttura di palazzo Bianchi Bandinelli. In questo punto della via, sulla sinistra, si trova la trecentesca fonte di San Maurizio.

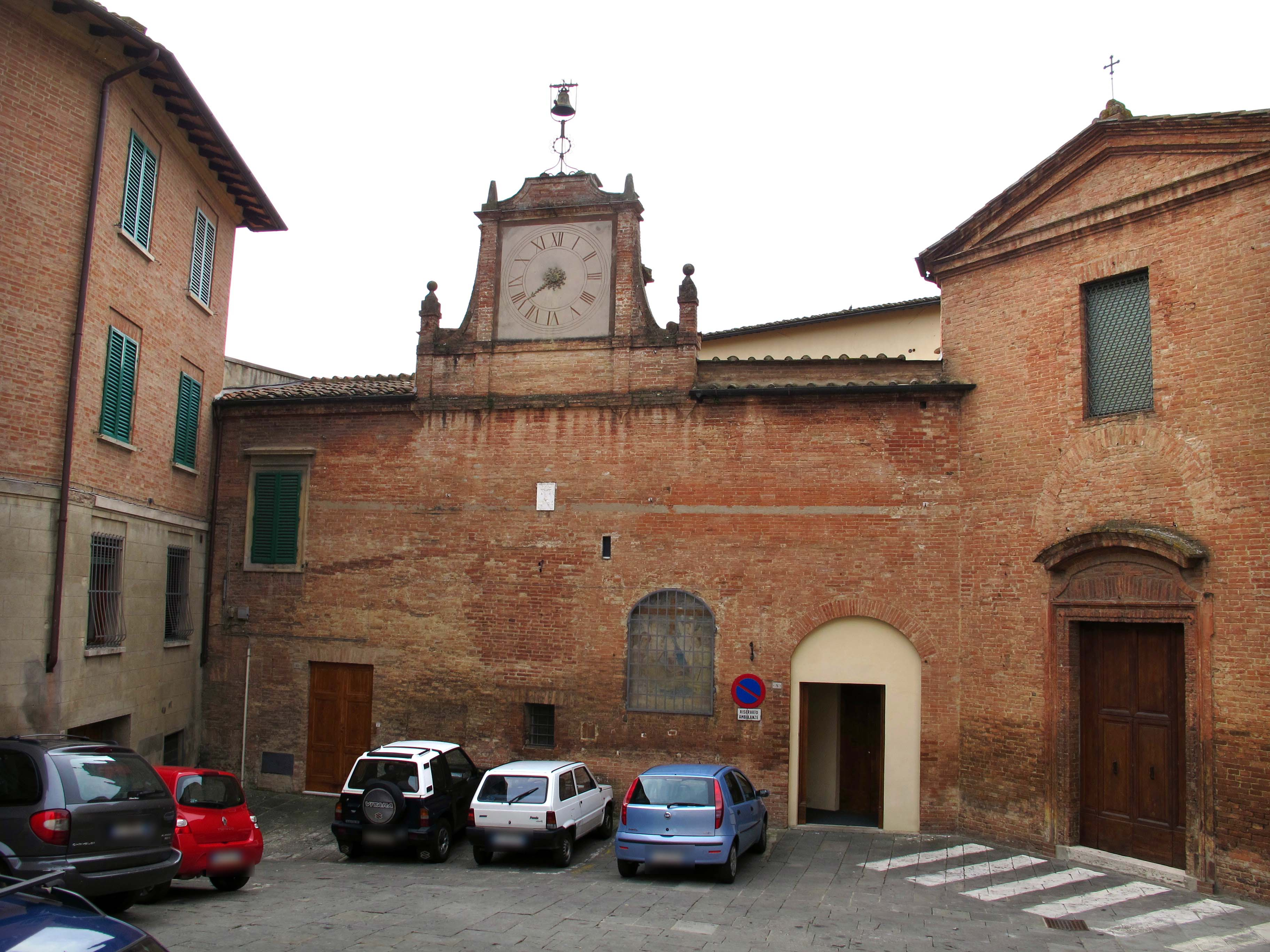
Il convento di San Girolamo
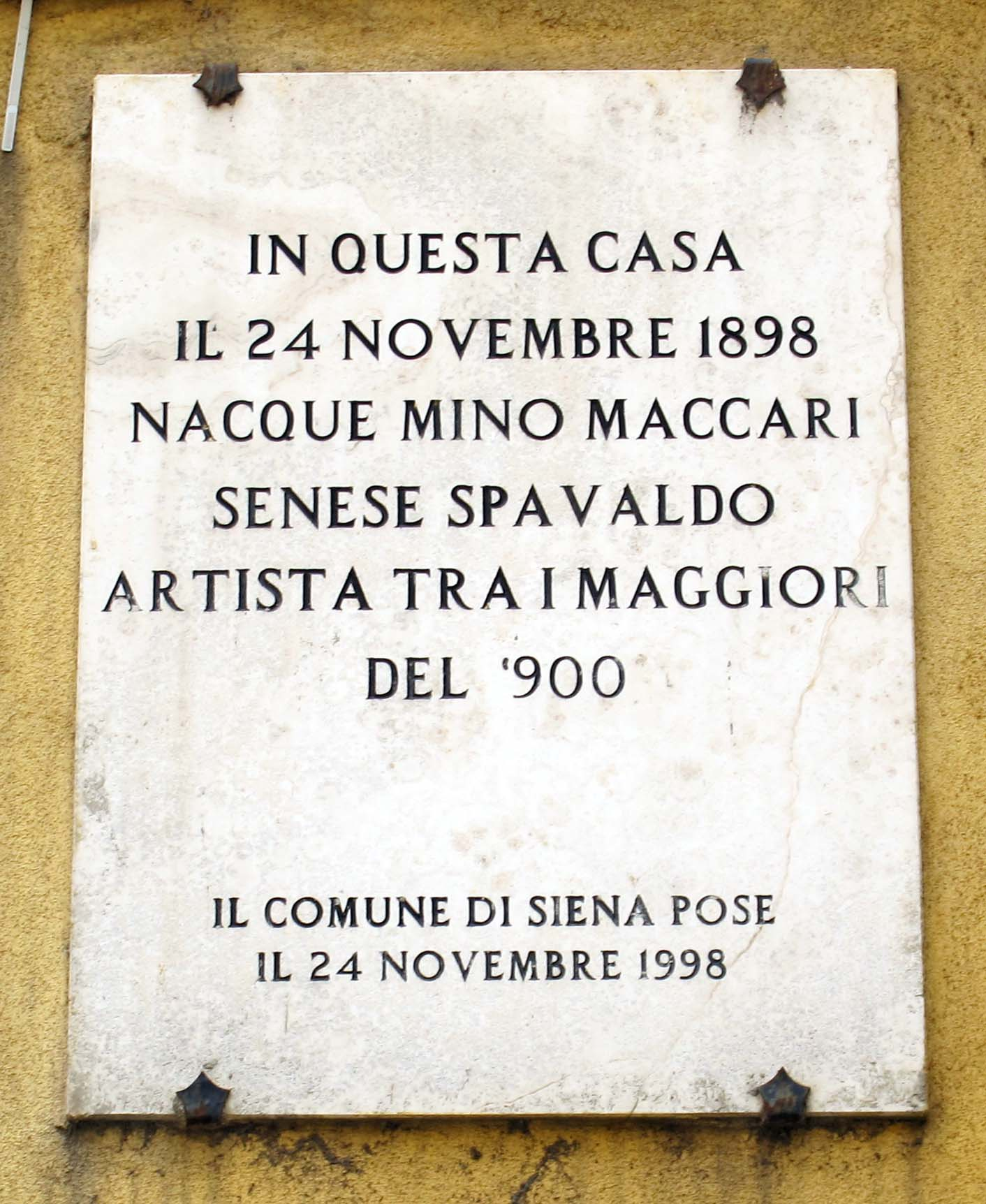
Lapide a Mino Maccari
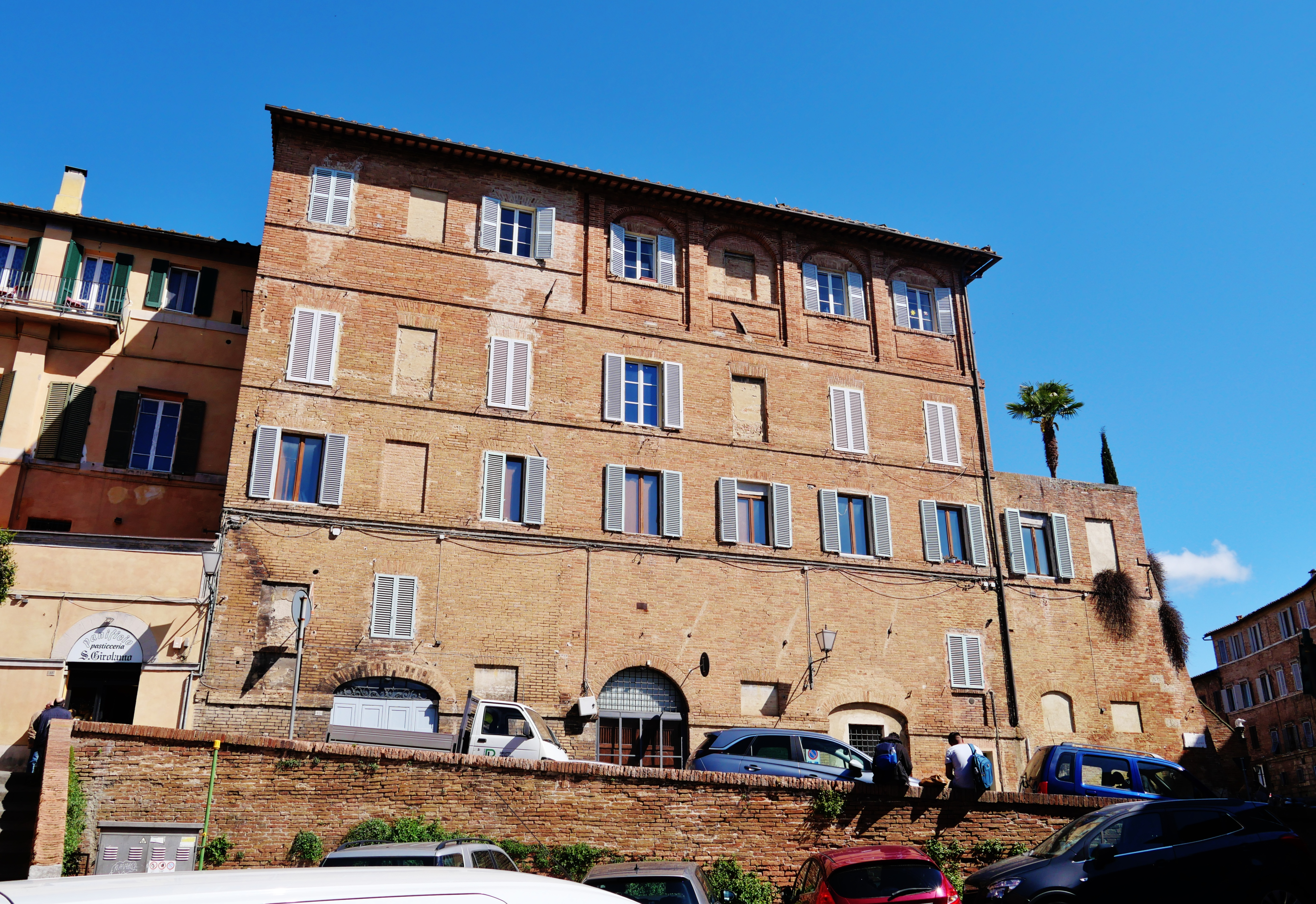
Edifici in via San Girolamo